# Lac Dziani Boundouni
Le Lac Dziani Boundouni est un lac volcanique et l'un des rares lacs d'eau douce des Comores. Il est situé dans la partie est de l'Île de Mohéli.
C'est un site Ramsar depuis le 9 février 1995.
Les caractéristiques limnologiques du site et les remontées d'eau suggèrent des phénomènes volcaniques souterrains.
Des ramifications souterraines avec l'océan pourraient exister.

## Faune et flore
On n'y trouve pas de grandes espèces animales endémiques, mais une population d'oiseaux diversifiée le fréquente.
Parmi les espèces courantes sur la zone, on note: 

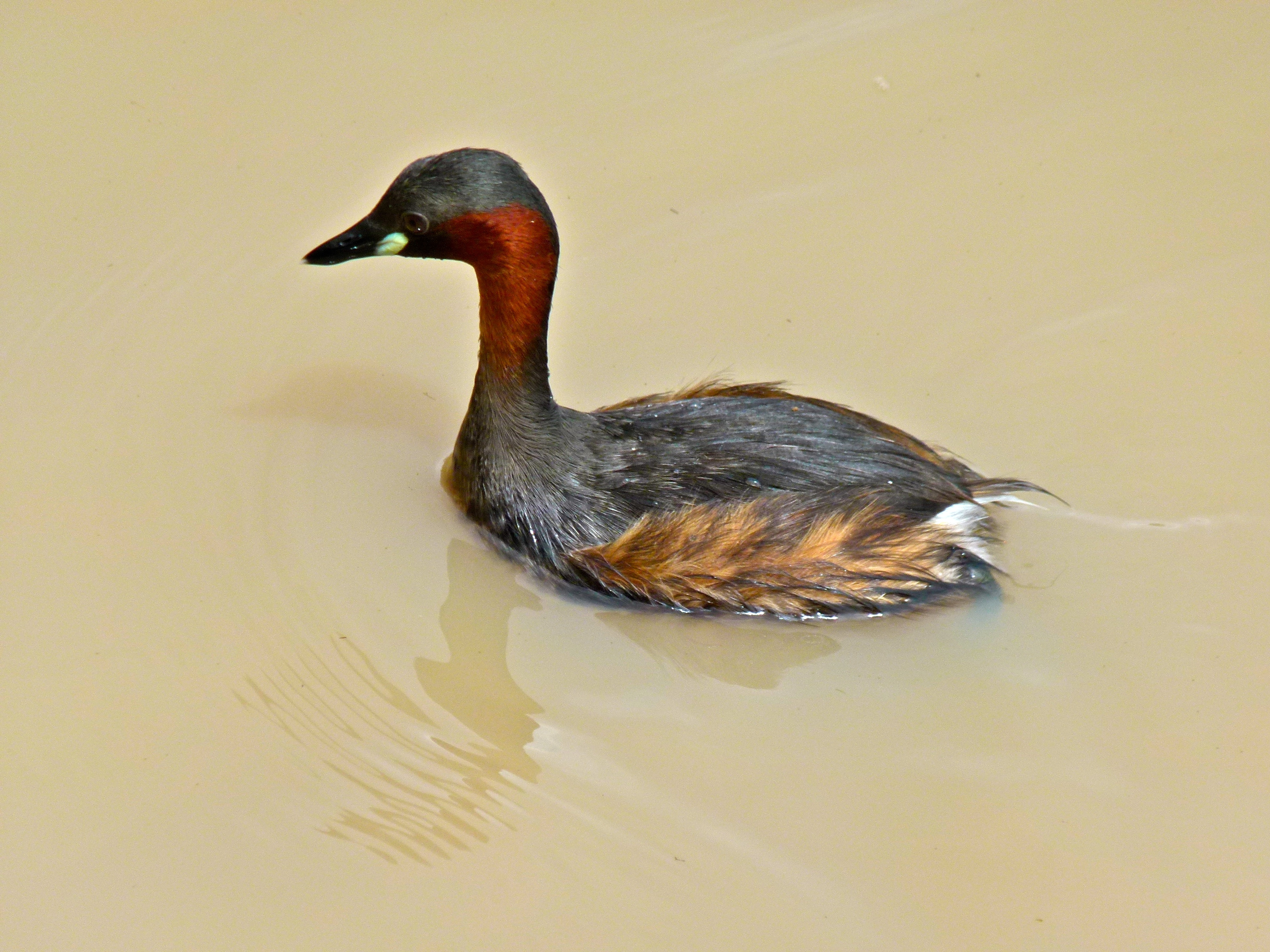
Tachybaptus ruficollis, ou Grèbe castagneux ;
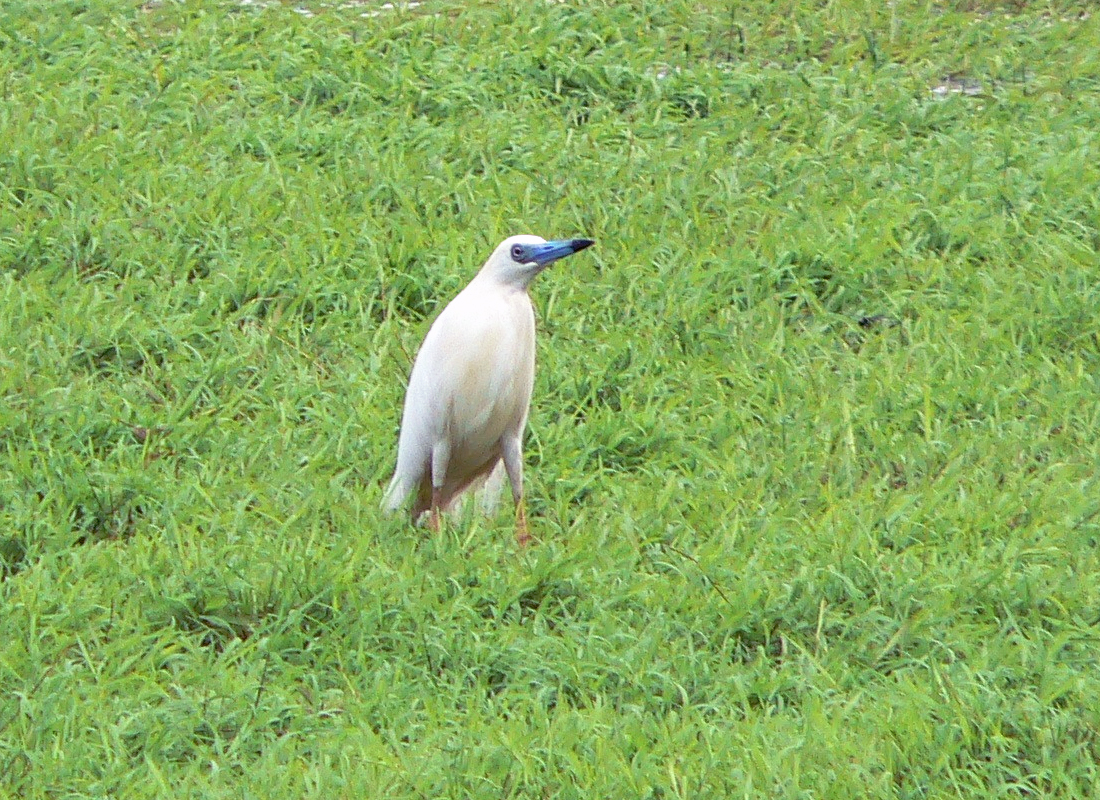
Ardeola idae, le Crabier blanc ;
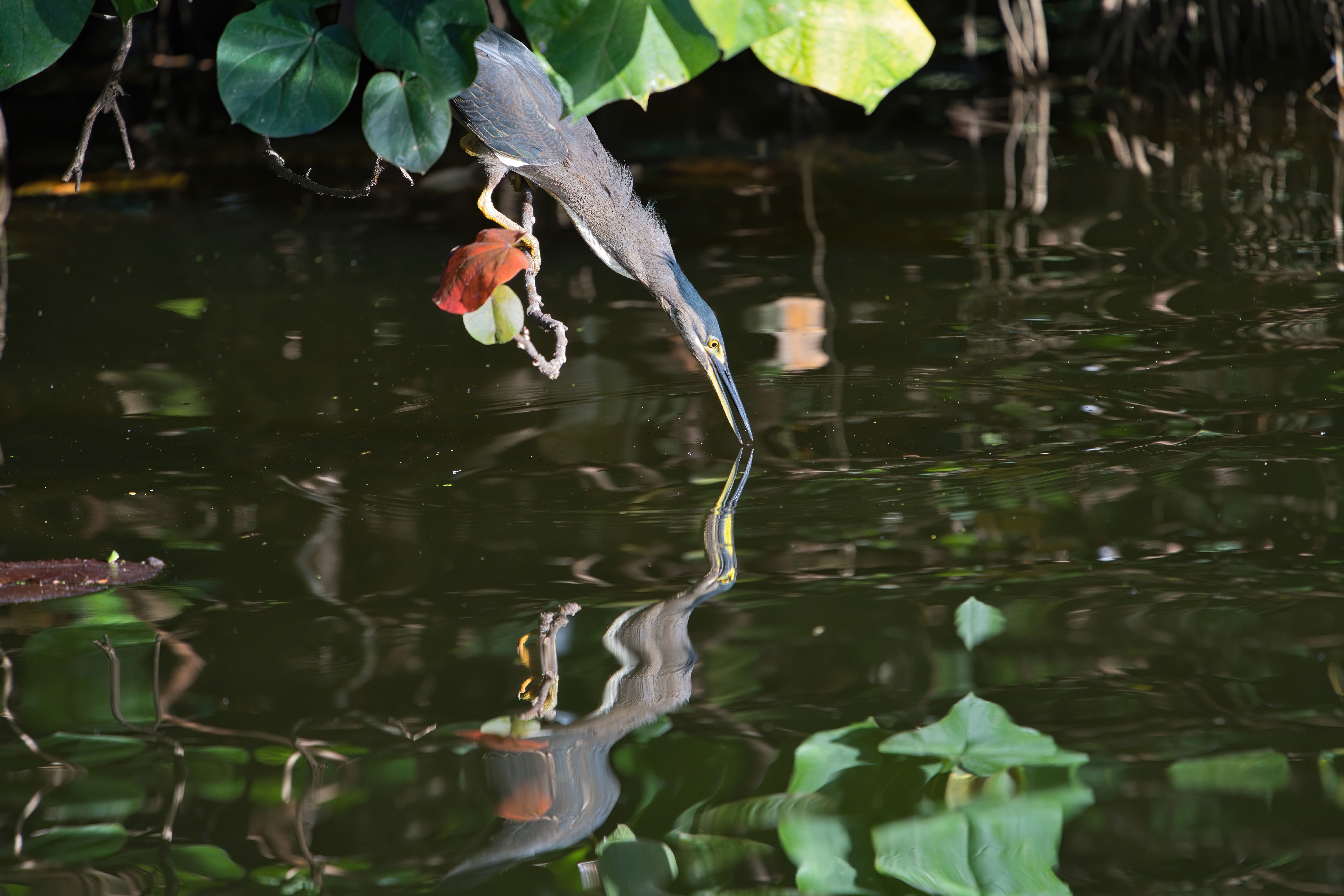
le Héron vert (Butorides striatus) ;
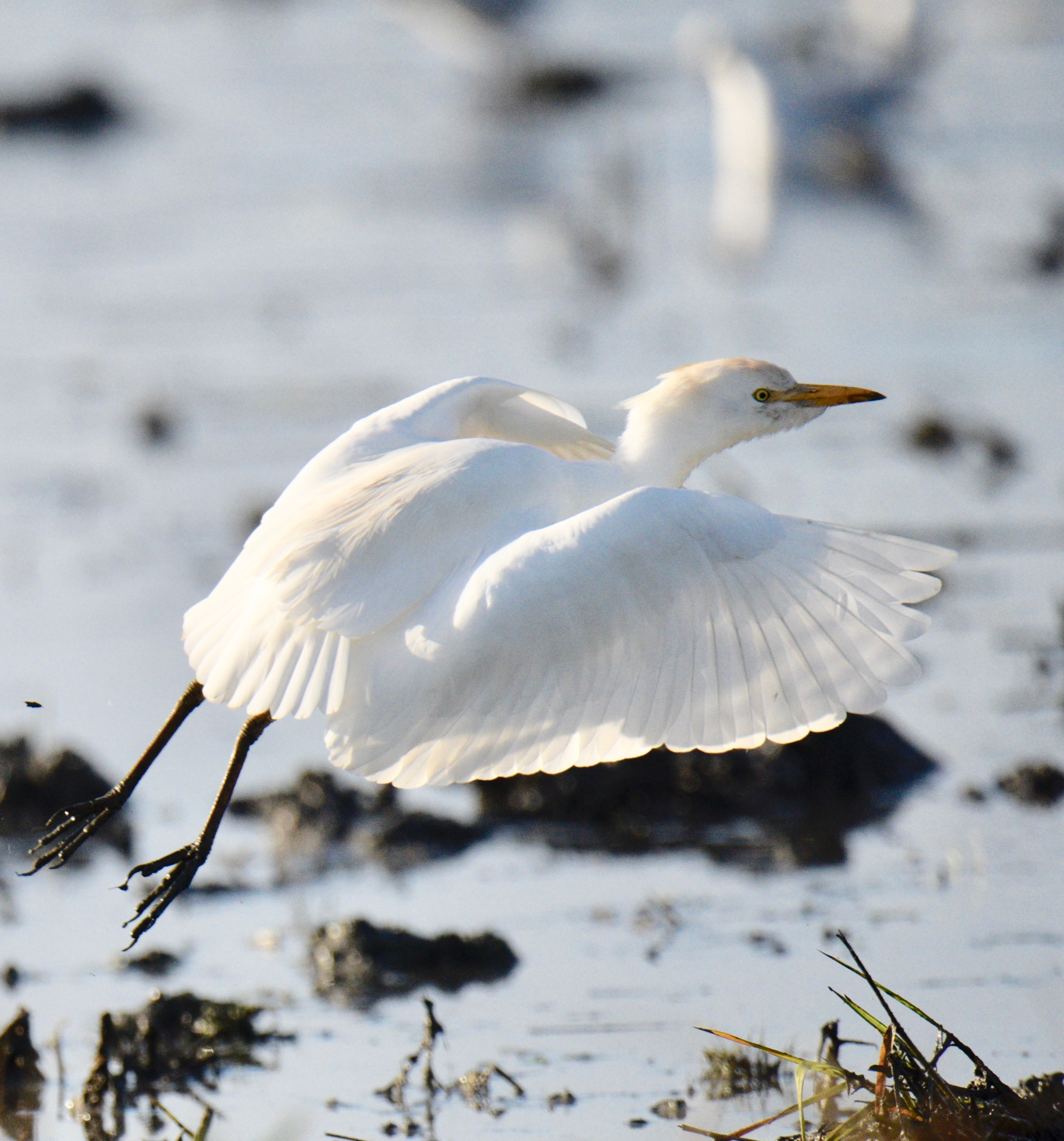
Bubulcus ibis, le Héron garde-bœufs ;
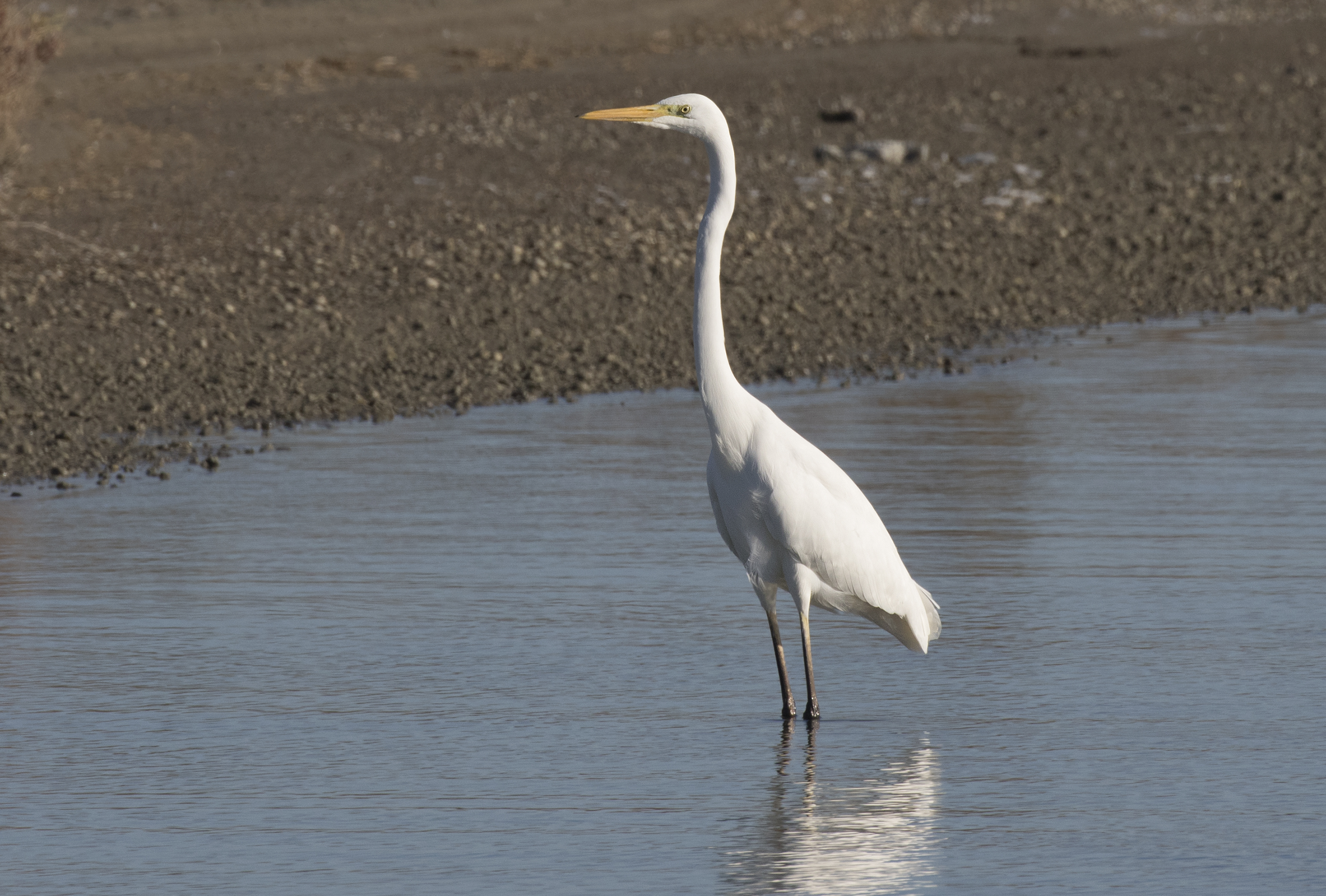
la Grande aigrette (Egretta alba) ;
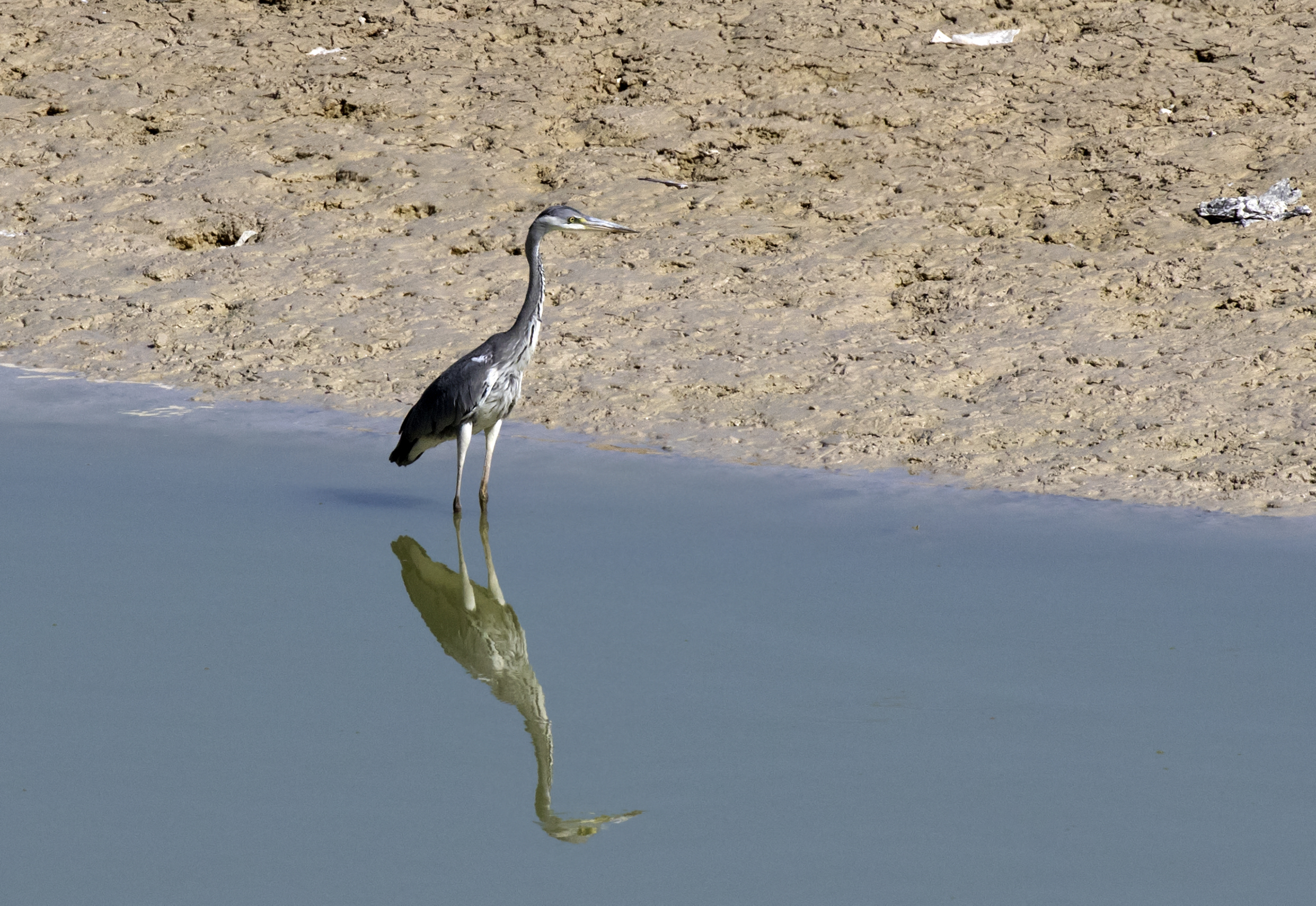
le Héron cendré (Ardea cinerea) ;
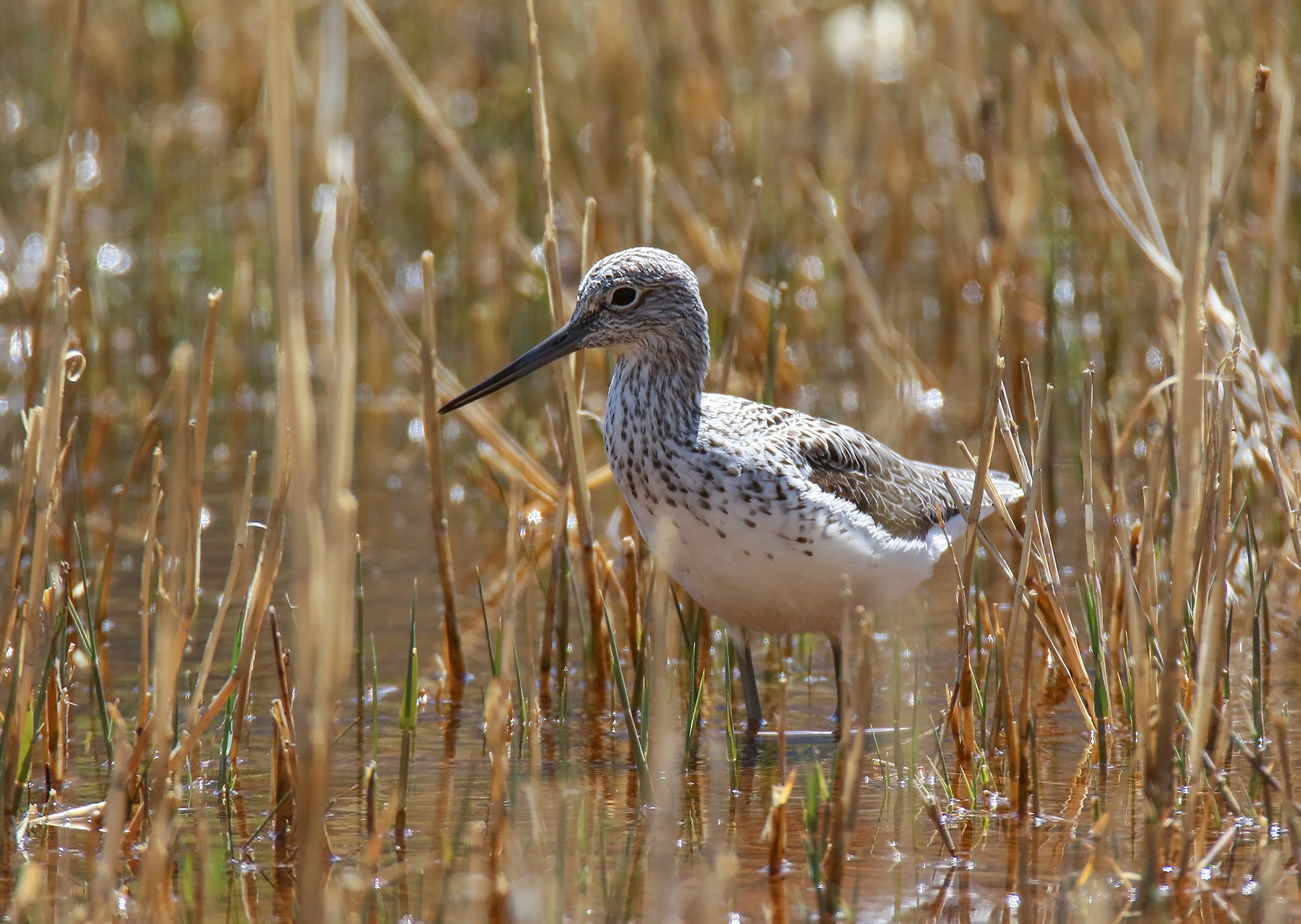
le Chevalier aboyeur (Tringa nebularia) ;
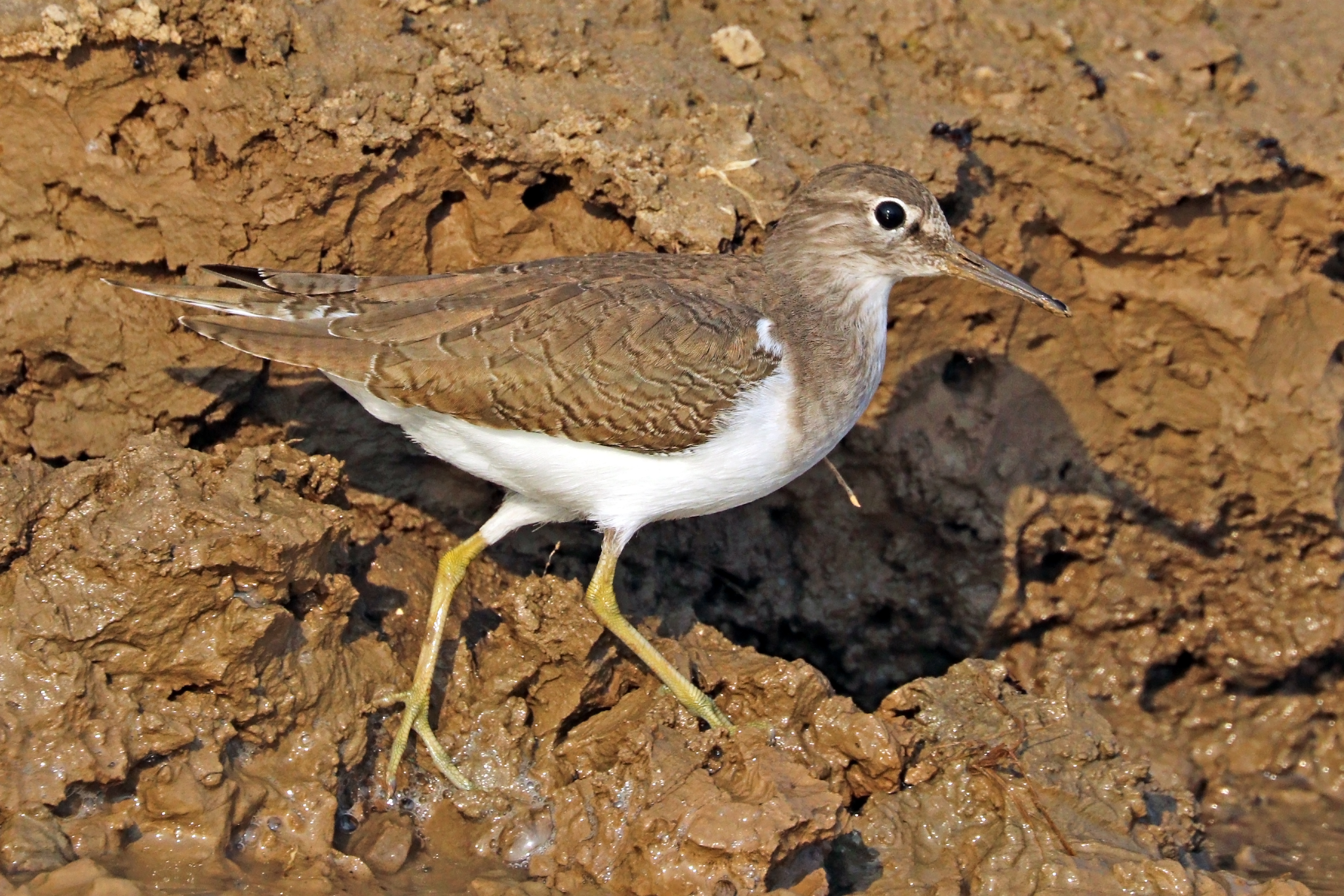
ou encore le Chevalier guignette (Actitis hypoleucos)...

## Pages liées
- Liste des sites Ramsar aux Comores